# 报春花黄素
报春花黄素（也称为樱草亭、5,8-二羟基黄酮，5,8-dihydroxyflavone）是一种天然的黄酮类化合物，分子式C15H10O4，存在于一些報春花屬（学名：Primula）植物中，因而得名。